# Élection présidentielle algérienne de 1976
L'élection présidentielle algérienne de 1976 est l'élection du président de la République algérienne démocratique et populaire qui s'est déroulée le 10 décembre 1976. Houari Boumédiène, seul candidat, a été élu avec 99,50 % des voix.